# Пугисту
Пугисту (ест. Pugõstu) — село в Естонії, входить до складу волості Риуге, повіту Вирумаа.